# 波兰王国 (1916年—1918年)
波兰王国（波蘭語：Królestwo Polskie），又称波兰摄政王国（波蘭語：Królestwo Regencyjne），是在1916年，第一次世界大战期间，在德奥联军占领波兰会议王国时，扶持的一个傀儡政权。此国境内奥地利人、立陶宛人、乌克兰人、波兰人之间不断的利益冲突使得此国从未真正建立过主权统治。北部及西面邊境地區為德國所管轄，稱華沙總督府，以華沙為首府；南部由奧匈帝國管轄，稱盧布林總督府，以盧布林為首府。但正式首都仍是華沙。在布列斯特-立陶夫斯克条约签署过程的谈判中，德意志帝國和奥匈帝国皆不承认此国的政府和外交主权。在第一次世界大战的尾声，康边停战协定签署时，此国正式成为波兰第二共和国的一部分。